# Spike Island
Pour plus de détails, voir Fiche technique et Distribution.
Spike Island est une comédie dramatique britannique réalisée par Mat Whitecross, sortie en 2012.

## Synopsis
En mai 1990, un groupe de rock en pleine ascension se rend à Spike Island dans le Cheshire pour assister à un concert de The Stone Roses.

## Fiche technique
- Titre original : Spike Island
- Réalisation : Mat Whitecross
- Scénario : Chris Coghill
- Direction artistique : Andrew Ranner
- Décors : Jane Levick
- Montage : Peter Christelis
- Musique : Ilan Eshkeri, Tim Wheeler
- Photographie : Christopher Ross
- Production : Esther Douglas, Fiona Neilson
- Pays d’origine : Royaume-Uni
- Langue : Anglais
- Genre : Comédie dramatique
- Dates de sortie :
  -  Royaume-Uni : 11 octobre 2012 (Festival du film de Londres 2012)
  -  Royaume-Uni,  Irlande : 21 juin 2013
  -  France : 3 octobre 2013 (Festival du film britannique de Dinard)

## Distribution
- Elliott Tittensor : Tits
- Nico Mirallegro : Dodge
- Emilia Clarke : Sally
- Jordan Murphy : Zippy
- Adam Long : Little Gaz
- Oliver Heald : Penfold
- Antonia Thomas : Lisa
- Lesley Manville : Margaret
- Matthew McNulty : Ibiza Ste
- Michael Socha : Carl

## Distinctions

### Nominations
- British Independent Film Awards 2012 :
  - Meilleur espoir pour Elliott Tittensor